# Beat 'Em All
Beat 'em All es un DVD de 19 temas de la banda de hardcore punk y crossover thrash The Exploited. El DVD fue publicado con la discográfica Dream Catcher con la que ya habían trabajado en sus discos de thrash como The Massacre, Death Before Dishonour, Beat The Bastards y Fuck The System.

## Lista de temas
1. "Fuck The System"
2. "Dogs Of War"
3. "Chaos Is My Life"
4. "UK82"
5. "Fightback"
6. "Alternative"
7. "Never Sell Out"
8. "The Massacre"
9. "Holidays In The Sun"
10. "System Fucked Up"
11. "Porno Slut"
12. "Troops Of Tomorrow"
13. "Massacre Of Innocent"
14. "Noys Annoys"
15. "Fuck The Usa"
16. "Beat The Bastards"
17. "Let's Start A War..."
18. "Punk's Not Dead"
19. "Sex And Violence"

## Formación
- Wattie Buchan - cantante
- Robbie Davidson - guitarra
- Dave "Davey" Peggie - bajo
- Willie Buchan - batería